# Bertrand de Déaulx

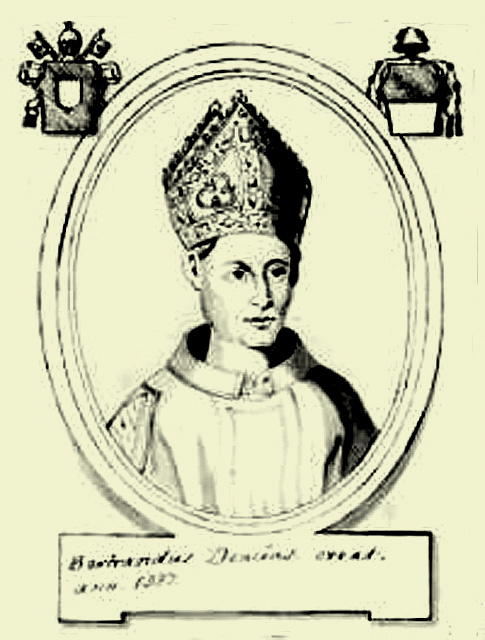
Kardinal Bertrand de Déaulx

Bertrand de Déaulx (oder Deaux, auch Deux; lat. Bertrandus de Deucio; † 21. Oktober 1355 in Avignon) war ein französischer Bischof, Diplomat und Kardinal. Er wurde wohl um 1290 in Castrum de Blandiaco (Blauzac) im Bistum Uzès geboren oder in Deaux. Als Jurist ausgebildet, arbeitete er an den päpstlichen Gerichten und wurde Schlichter und Diplomat des Papsttums. Er hatte mehrere Aufträge in Italien und einen in Katalonien. Er war verantwortlich für die Neuorganisation der Universität Montpellier und die Erteilung von überarbeiteten Statuten.

## Leben

Kardinalswappen (neuzeitliches Schema)

Als junger Mann arbeitete Bertrand an der Pfarrkirche S. Marcel de Carretret, erhielt jedoch eine Ausnahmegenehmigung von seinem Bischof für eine siebenjährige Absenz, um seine Ausbildung fortzusetzen, unter der Bedingung, dass er innerhalb eines Jahres zum Subdiakon ordiniert werde. Am 16. September 1312 wurde ihm von Papst Clemens V. auf Antrag von Bertrands Onkel Guillaume de Mandagot, Erzbischof von Aix (1311–1313), der im Dezember 1312 Kardinal wurde, eine Verlängerung von weiteren sieben Jahren gewährt. Die Verlängerung war mit der Auflage verbunden, dass er am Ende des siebenjährigen Zeitraums zum Priester ordiniert werden musste. Die 14 Jahre sind nicht überraschend, wenn man bedenkt, dass ein Jurastudium bis zur Promotion etwa zehn Jahre benötigte. Bertrand erhielt seine Juristenausbildung in Montpellier und erhielt seinen Doctor legum am 7. September 1316. Er soll dann an der Universität Toulouse Rechtswissenschaften unterrichtet haben.

### Pfründen
Am 12. Juni 1318 erhielt Bertrand de Déaulx als päpstlicher Kaplan eine Stelle als Kanoniker an der Kathedrale von Narbonne, verbunden mit der Gewährung einer nicht-priesterlichen Pfründe. Am 13. Juni ernannte ihn Papst Johannes XXII. nach dem Rücktritt des Amtsinhabers zum Archidiakon der Corberiensis (Corbières) im Erzbistum Narbonne. Am 10. September 1318 war er päpstlicher Kaplan, Kanoniker an der Kathedrale von Embrun, Kanoniker an der Stiftsschule von Fenolheddesio im Bistum Alet, bediente zudem die ländliche Pfarre von Saint-Saturnin im Erzbistum Embrun. Ihm wurde eine Pfründe gewährt sowie das Amt des Propstes an der Kirche von Embrun übertragen, er durfte seine anderen Pfründen behalten mit Ausnahme der mit dem Archidiakonat von Narbonne verbundenen; zudem erhielt er eine Pfründe im Bistum Amiens, auf die er aber verzichten musste.
Am 22. Juni 1322 wird er in den Positionen des Auditor litterarum contradictarum des Apostolischen Palastes, d. h. als Richter, erwähnt. Er war Provost von Embrun und Archidiakon in Paris. Bei mehr als einer dieser Ernennungen ist es offensichtlich, dass Bertrands Onkel die treibende Kraft dahinter war.

### Erzbischof
Am 26. August 1323 wurde er zum Erzbischof von Embrun ernannt. Am 9. Dezember 1327 veröffentlichte der in Avignon tätige Erzbischof de Déaulx, immer noch als Auditor, eine ausführliche Verordnung über die Funktionen und das Verhalten von Prokuratoren, die Mandanten vor dem Gerichtshof des Auditor litterarum contradictarum vertreten. Er ergänzte dies durch ein weiteres Dekret vom 26. Januar 1333, in dem alle vom Auditor während eines Falles erteilten Mandate im quaterno eingetragen werden sollten und bis zur Löschung durch den Notar der Audientia nach Abschluss des Falles in Kraft bleiben sollten.

### Italien
Die lange Abwesenheit des Papstes aus Rom hatte es einzelnen Adligen ermöglicht, ihre Interessen zu erweitern und gegeneinander und gegen die unabhängigen Stadtstaaten Krieg zu führen. Diese Situation war zum Teil auf die Opposition von Papst Johannes XXII. gegen König Ludwigs IV. Ansprüche auf den Thron zurückzuführen. Am 31. März 1317 hatte er bekannt gegeben, dass der Papst bei Thronvakanz der rechtmäßige Vikar des Kaiserreichs sei und dass alle Vasallen ihm Treue schwören sollten. Das lehnten diese aber ab.
Im Jahr 1325 schloss Papst Johannes ein Bündnis mit Robert von Lucca und den italienischen Guelfen gegen Ludwig. Im Jahr 1327 zog Ludwig über die Alpen und ließ sich in Mailand zum König von Italien krönen. Die Römer forderten nun die Rückkehr des Papstes nach Rom. Papst Johannes empfing ihre Delegation am 7. Juli 1327 und antwortete ihnen nur, dass er seine Antwort durch seinen Nuntius zukommen lasse. Rom verzichtete daraufhin auf den Schutz von Robert von Anjou als päpstlicher Vikar für ganz Italien, verweigerte seinem Gesandten die Erlaubnis, nach Rom einzureisen, und empfing stattdessen König Ludwig. Kardinal Giovanni Gaetano Orsini, der päpstliche Legat in der Toskana, wurde eiligst nach Rom gesandt, um die Nuntii und den päpstlichen Vikar zu unterstützen und alles Mögliche zu unternehmen, um die Situation in den Griff zu bekommen.
1333 wurde Erzbischof Bertrand nach Italien geschickt, um Meinungsverschiedenheiten zwischen Kardinal Bertrand du Pouget und einigen italienischen Adligen zu schlichten. Er sollte auch die Huldigung von Robert von Anjou an die Kirche einholen. Dies erreichte er am 25. Juni 1333. Papst Johannes XXII. starb am 4. Dezember 1334.
Im Jahr 1335 benannte der neue Papst Benedikt XII. den Erzbischof Bertrand zum Apostolischen Nuntius im Patrimonium Petri mit der Aufgabe, Ordnung in die Territorien der Kirche in Italien zu bringen. Sein Auftrag datiert vom 6. Mai 1335. Er kam in Neapel im September 1335 an, besuchte dann Benevent. In Rom, wo das Volk ihn zum Syndikus und Verteidiger des Volkes ernannte, ging er das Problem des ewigen Krieges zwischen den Orsini und den Colonna an und zwang sie am 13. Januar 1336 zu einem Friedensschluss. In der Basilika Santa Maria in Aracoeli schworen beide Seiten, den Waffenstillstand zwei Jahre lang einzuhalten. Während seiner Zeit in Italien verpflichtete sich der Erzbischof auch dazu, die Statuten der weltlichen Regierung in seinem Zuständigkeitsbereich zu überarbeiten. Seine Arbeit führte zu den Statuten der Mark Ancona. Er hatte auch seine Kritiker, darunter Gentile di Camerino, der sich schriftlich beim Papst beschwerte. Das Rückrufschreiben an Erzbischofs Bertrand ist auf den 8. April 1337 datiert. König Ludwig schloss eine Allianz mit König Eduard III. von England gegen König Philipp VI. von Frankreich und seinen Papst Benedikt XII.

### Kardinal
In seinem einzigen Konsistorium zur Ernennung von Kardinälen am 18. Dezember 1338 nannte Benedikt XII. sechs Namen. Bertrand de Déaulx bekam den Rang eines Kardinalpriesters und die Titelkirche San Marco. Am 9. März 1339 erließ Papst Benedikt XII. eine Bulle, mit der er Kardinal Bertrand de Déaulx die Aufgabe und die Befugnisse zur Änderung und Reform der Statuten der Universität Montpellier übertrug. Dies war die perfekte Aufgabe für einen Anwalt, Richter und Alumnus. Die neuen Statuten für die Rechtswissenschaftliche Fakultät der Universität Montpellier erließ Kardinal Bertrand am 20. Juli 1339. Seine Arbeit blieb nicht ohne Kritik: Der Bischof von Maguelonne, der traditionell Rechte an der Universität hatte, protestierte und behinderte ihn, wo immer er konnte. Einmal promovierte er einen Juristen ohne sich auf die juristische Fakultät zu beziehen.
Papst Benedikt XII. starb am 25. April 1342. Das Konklave zur Wahl seines Nachfolgers fand im Apostolischen Palast in Avignon statt und begann am Sonntag, den 5. Mai 1342 mit achtzehn Kardinälen, darunter Bertrand de Déaulx. Das Konklave endete am Dienstagmorgen, dem 7. Mai, mit der Wahl von Kardinal Pierre Rogier, Erzbischof von Sens, der Kanzler von König Philipp VI. (1334–1338) gewesen war. Er wählte de Namen Clemens VI. Clemens VI. wurde am 19. Mai 1342, Pfingstsonntag, gekrönt.
Bertrand de Déaulx wurde zum Apostolischen Legaten in Katalonien ernannt und verließ Avignon am 2. Juni 1344. Sein Ziel war es, einen Frieden zwischen Peter IV. von Aragonien und Jakob III. von Mallorca zu vermitteln, der in einem kurzen Krieg (1343–1344) aus seinem Königreich vertrieben worden war. Aber anstatt Frieden zu schließen, eroberte Peter IV. das Königreich Mallorca und gliederte es in das Königreich Aragonien ein. Die päpstliche Intervention war fruchtlos geblieben.
Aufgrund der Krise in Süditalien durch den Mord an Andreas von Ungarn am 18. September 1345, dem Ehemann von Königin Johanna I. von Neapel, wurde Kardinal Bertrand am 4. März 1346 von Papst Clemens VI. zum Apostolischen Legaten ernannt; am 30. März wurde er zum temporären Generalvikar im Patrimonium Petri ernannt. Neapel war ein päpstliches Lehen, und der Papst hatte ein großes Interesse daran, wer der nächste Herrscher sein könnte. Es gab mehrere schlechte Möglichkeiten. Kardinal Bertrand brach als Apostolischer Legat am 26. August 1346 nach Neapel auf und kam am 20. November an. Andreas bekam am 25. Dezember posthum einen Sohn. Clemens VI. beorderte Kardinal Bertrand am 15. September 1347 und am 12. Oktober erneut nach Avignon zurück. Er kam am 17. November 1348 an. Nach dem Aufstand von Cola di Rienzo wurde er von Papst Clemens VI. nach Rom geschickt, um das unter päpstlicher Autorität stehende Senatorenregime wiederherzustellen.
Nach seiner Rückkehr nach Avignon wurde Bertrand de Déaulx am 4. November 1348 in den Rang eines Kardinalbischofs befördert und erhielt das Bistum Sabina zugewiesen.
Papst Clemens VI. starb im Apostolischen Palast in Avignon am 6. Dezember 1352. 26 Kardinäle nahmen an dem folgenden Konklave teil, um seinen Nachfolger zu wählen, darunter auch Kardinal Bertrand. Das Konklave begann am 16. Dezember und wurde am 18. Dezember erfolgreich abgeschlossen. Gewählt wurde Kardinal Étienne Aubert, Kardinalbischof von Ostia. Er wurde am 30. Dezember 1352 mit dem Namen Innozenz VI. gekrönt.
Bertrand de Déaulx starb am 21. Oktober 1355 und wurde in der Kirche Saint Didier in Avignon bestattet, die er selbst gestiftet hatte. Im Jahre 1362 erhielten seine Testamentsvollstrecker die Erlaubnis des Königs von Frankreich, zwei Kapläne zu ernennen, einen in der Kathedrale von Nîmes, den anderen in der Kirche Santa Maria Nova in Uzès.